# Girls Like Me Don't Cry
"Girls Like Me Don't Cry" là một bài hát của ca sĩ người Mỹ gốc Việt Thuy. Bài hát được phát hành vào ngày 6 tháng 10 năm 2022, với tư cách là đĩa đơn mở đường cho album phòng thu cùng tên. Bài hát với phiên bản sped up được phát hành vào ngày 16 tháng 12 năm 2022 đã trở thành một thành công về thương mại sau khi được lan truyền trên TikTok trong suốt mùa hè năm 2023.

## Bối cảnh
Thuy viết bài hát này trong thời điểm gặp khó khăn trong cuộc sống với nội dung "Khóc cũng chẳng sao cả, khóc không phải là dấu hiệu của sự yếu đuối; khóc là khi ta hòa hợp với chính bản thân mình, giải tỏa nỗi lòng và sau đó quay trở lại với cuộc sống".
Cô nói thêm, "Khi tôi viết bài hát này, tôi đang cố gắng vượt qua giai đoạn thực sự khó khăn trong cuộc đời mình và tất cả những gì tôi muốn làm là giải tỏa nó. Khi đã làm được điều đó, tôi cảm thấy như trút khỏi vai một gánh nặng lớn, điều này cho tôi thấy rằng tôi vừa có thể thể hiện cảm xúc, vừa có thể mạnh mẽ."

## Sáng tác và sản xuất
Bài hát được viết theo thể loại nhạc pop, R&B và soul. Thuy đồng sáng tác bài hát với David Obata Teel, Alexandro Guerrero, Charles Charron và được sản xuất bởi DTB và Hightone, có nhịp độ 110 BPM, dài 3 phút 34 giây.

## Đánh giá chuyên môn
Sau khi phát hành, bài hát được các nhà phê bình âm nhạc đánh giá cao, Femmusic.com khen ngợi giai điệu bài hát "Tràn đầy những câu chuyện vượt thời gian, giọng hát ấm áp và giai điệu rung động, dự án này giống như một chương mới quan trọng đối với nghệ sĩ trẻ khi cô ấy chuyển mình từ nghệ sĩ địa phương thành biểu tượng toàn cầu."

## Bảng xếp hạng
| Bảng xếp hạng(2022–2023)                    | Vị trí cao nhất |
| ------------------------------------------- | --------------- |
| US Vietnam Billboard Hot 100 (Billboard)    | 9               |
| NZ Top 40 Singles Chart (Recorded Music NZ) | 39              |